# Christophe Riblon
Christophe Riblon (Tremblay-en-France, Sena Saint-Denis, 17 de gener de 1981) és un ciclista francès, professional des del 2005. Actualment corre a l'equip AG2R La Mondiale.
Combina la carretera amb la pista, modalitat en la qual ha guanyat dues medalles de plata als Campionat del Món de ciclisme en pista.
En el seu palmarès destaca una victòria d'etapa al Tour de França de 2010.

## Palmarès en ruta
- 2003
  - 1r a la Ronda de l'Oise
  - 1r al Tour du Haut-Anjou
- 2004
  -  Campió de França en ruta amateur
- 2005
  - Vencedor d'una etapa a la Volta a Castella i Lleó
- 2006
  - Vencedor d'una etapa al Circuit de Lorena
- 2007
  - 1r al Tour de la Somme
- 2009
  - Vencedor d'una etapa de la Ruta del Sud
- 2010
  - 1r als Boucles del Sud Ardecha
  - Vencedor de la 14 etapa del Tour de França
- 2013
  - Vencedor de la 18 etapa del Tour de França i  premi del supercombatiu
  - Vencedor d'una etapa de la Volta a Polònia

### Resultats al Tour de França
- 2008. 137è de la classificació general
- 2009. 82è de la classificació general
- 2010. 28è de la classificació general. Vencedor de la 14 etapa
- 2011. 51è de la classificació general
- 2012. 73è de la classificació general
- 2013. 37è de la classificació general. Vencedor de la 18 etapa, premi de la combativitat de la 18a etapa i  premi del supercombatiu
- 2014. 120è de la classificació general
- 2015. 68è de la classificació general

### Resultats al Giro d'Itàlia
- 2007. 82è de la classificació general

### Resultats a la Volta a Espanya
- 2009. 46è de la classificació general
- 2010. 130è de la classificació general
- 2016. 153è de la classificació general

## Palmarès en pista
- 2008
  -  Medalla de plata al Campionat del món de Puntuació
- 2010
  -  Medalla de plata al Campionat del món de Madison, amb Morgan Kneisky

### Resultats a laCopa del Món
- 2007-2008
  - 1r a Pequín, en Madison